# Davide Cesana
Davide Cesana (Recanati, 10 marzo 1994) è un cestista italiano.

## Carriera
Nel 2011 entra a far parte della prima squadra della V.L. Pesaro in Serie A, nella quale esordisce nel 2012.
Nel 2012 passa in prestito alla Stamura Ancona in Divisione Nazionale B.
La stagione successiva passa alla Pallacanestro Chieti in Legadue Silver.
Nel 2014 passa al Valsesia Basket in Serie B.
Nel 2015 sceglie di tornare nelle Marche e firma per la Virtus Porto San Giorgio in Serie C. Sempre nel 2015 -2016 ritorna a casa Pesaro con la squadra Loreto Basket. Nel 2016-2017 Basket Sarno. Nell'anno 2017 va nell'amata Lazio , Faul Viterbo.
Nel 2018/2019 Davide firma per la Sambenedettese Basket Club dove raggiunge i play-off. Stagione valorizzata da molteplici doppie cifre sia in punti che nei rimbalzi fino ad arrivare alla sua migliore prestazione in carriera siglando la sua prima tripla-doppia nei play-off con 21 punti, 19 rimbalzi e 11 fallo subiti.La stagione 2019/2020 firma per Virtus assisi in serie C gold, ma all'inizio del nuovo anno viene richiesta la sua presenza a Francavilla Fontana sempre in serie C gold per poter vedere un po' di luce e così avviene fino a quando a Marzo tutta l'Italia viene fermata per la Pandemia Covid-19. Stagione 2020/2021 si firma per Altamura basket serie C Gold